# Ultrazvok
Ultrazvok je zvok s frekvenco, višjo od zgornje meje slišnega območja, kar je pri človeku približno 20 kHz. Pri nekaterih živalih – med njimi so psi, delfini in netopirji – je zgornja meja slišnega območja višja kot pri človeškem ušesu, zato lahko slišijo tudi ultrazvok.
Ultrazvok izrabljajo v industrijske in medicinske namene. Preiskava z ultrazvokom je neinvazivna medicinska tehnika, s katero lahko dobimo vpogled v notranjost mehkih tkiv; pogosto se uporablja za preglede ploda med nosečnostjo. Diagnostični ultrazvočni aparati navadno delujejo s frekvencami 2-13 MHz. Močnejši ultrazvočni viri se uporabljajo za lokalno gretje bioloških tkiv za fizikalno terapijo in eksperimentalno za zdravljenje raka. Usmerjeno ultrazvočno valovanje lahko uporabimo za razbijanje ledvičnih kamnov ali za zdravljenje sive mrene.
Ultrazvok s frekvencami 20-40 kHz se uporablja tudi za čiščenje nakita, leč in drugih optičnih delov, ur, zobozdravniškega in kirurškega pribora ter raznih industrijskih sestavnih delov. Čistilniki delujejo na načelu energije, ki se sprosti ob sesedanju milijonov majhnih kavitacij, do katerih pride v tekočini. 
V posebnih okoliščinah lahko ultrazvok privede do nenavadnih pojavov, kot je sonoluminiscenca.

## Izvori ultrazvoka
- Galtonova piščal
- Hartmannov generator
- ultrazvočna sirena
- magnetostrikcijski ultrazvočni pretvornik
- piezoelektrični ultrazvočni pretvornik

## Ultrazvok v medicini
Možnosti uporabe so zelo raznolike. Z razvojem elektronike je bilo omogočeno praktično uporabiti temeljna fizikalna spoznanja. Seveda pa v medicini ni vse odvisno od naprave. Veliko je odvisno tudi od človeka, ki upravlja to napravo. Ta strokovnjak mora poznati fizikalne zakonitosti UZ, svojo napravo in pa tudi ultrazvočno anatomijo oz. patologijo organa ter  preiskovanega področja.

##### Ultrazvočni zapis
Sodobna elektronika poskrbi, da je na zaslonu slika preseka tistega dela telesa ali tistega organa, ki je diagnostično zanimiv in nad katerim vodimo sondo. Mejne ploskve različnih tkiv povzročajo odboj dela UZ valov. Sodobna tehnologija nam omogoča gledanje 3D UZ posnetkov. To je možno z uporabo višjih harmoničnih frekvenc in prostorskega sestavljanja slike. Ultrazvočni valovi pri potovanju skozi tkiva povzročajo tlačne valove. Ti valovi tkiva stiskajo in popuščajo. Stisnjena tkiva prepuščajo zvok hitreje in popuščena počasneje. Osnovni zvočni val se zato deformira in ustvarijo se višje harmonične frekvence. Pri prostorskem sestavljanju slike pošlje naprava UZ valove v tkivo pod različnimi koti. Računalnik ovrednoti različne odboje iz istih struktur in izriše sliko na zaslonu. Na meji med dvema ploskvama se ultrazvok deloma odbija in deloma prehaja v tkivo ter se s tem lomi. Koliko se bo valovanje odbilo, je odvisno od akustične impedance tkiva, ta pa je odvisna zgolj od lastnosti tkiva (gostote tkiva in hitrosti potovanja zvoka skozi snov). 
Ultrazvočni valovi v tkivu povzročijo nihanje, kar privede do segrevanja tkiva. Na ta način se ultrazvočni valovi absorbirajo in oslabijo. Absorpcijo UZ valov danes uporabljamo tudi za terapevtske namene (razbijanje ledvičnih kamnov).

##### Ultrazvok v diagnostiki
V diagnostiki pregledujemo:
- jetra
- vranico
- žolčnik
- pankreas
- razvojne anomalije
- poškodbe sečil
- vnetja
- srce